# Jazon i Medeja
Jazon i Medeja (eng. Jason and Medea) je ulje na platnu engleskog prerafaelitskog slikara Johna Williama Waterhousea koji je poznat po svojim slikama s tematikom iz grčke mitologije i književnosti.
Slika prikazuje čarobnicu Medeju koja priprema čarobni napitak za grčkog junaka Jazona kako bi mu pomogla da obavi zadatke koje je pred njega stavio njezin otac Et, kolhindski kralj. Naime, Et je obećao Jazonu da može uzeti zlatno runo ako uspije izvršiti tri teška zadatka. Kad ih je vidio, Jazon pada u depresiju ali pomaže mu božica Hera. Ona naime uspijeva uvjeriti svog sina Erosa da ljubavnom strelicom pogodi Etovu kćer Medeju nakon čega se ona zaljubi u Jazona. Tako zaljubljena, Medeja pomaže Jazonu u izvršavanju zadataka.
Djelo se danas nalazi u privatnoj kolekciji.

## Vanjske poveznice
- Jason and Medea